# Карл Шварцшилд
Карл Шварцшилд (на немски: Karl Schwarzschild) е германски астроном и физик, допринесъл с математическите си решения за развитието на теорията на относителността и квантовата теория. Той е баща на астрофизика Мартин Шварцшилд.

## Биография
Роден е на 9 октомври 1873 г. във Франкфурт на Майн, в еврейско семейство. До 11-годишна възраст посещава еврейското основно училище в родния си град. Още преди да навърши 16 години Карл публикува две статии относно небесната механика. Продължава образованието си в Страсбург и Мюнхен, като получава докторска степен през 1896 г. От 1897 г. работи като асистент в обсерваторията Kuffner във Виена.
От 1901 до 1909 г. той е професор в престижния институт в Гьотинген, където има възможността да работи с някои значими фигури, включително Давид Хилберт и Херман Минковски. Шварцшилд става директор на обсерваторията в Гьотинген.
През 1909 г. се жени за Елзе Позенбах, дъщеря на професор по хирургия в Гьотинген, а по-късно същата година се премества в Потсдам, където поема поста на директор в обсерватория Astrophysical. Той и Eлзе имат три деца – Агате, Мартин (който, става професор по астрономия в Университета в Принстън) и Алфред.
През 1912 г. Шварцшилд става член на Пруската академия на науките. При избухването на Първата световна война през 1914 г. той се присъединява към германската армия, въпреки че е над 40-годишна възраст. Служи на западните и източните фронтове и се издига до ранг лейтенант от артилерията.
Докато служи на фронта в Русия през 1915 г., той започва да страда от рядко и болезнено автоимунно заболяване на кожата, наречено пемфигус. Въпреки това успява да напише три важни документа – две по теория на относителността и един по квантова теория.
Шварцшилд не успява да се пребори с болестта и умира на 11 май 1916 г. в Потсдам на 42-годишна възраст.